# Тасдорф
Тасдорф (нем. Tasdorf) — община в Германии, в земле Шлезвиг-Гольштейн. 
Входит в состав района Плён. Подчиняется управлению Бокхорст.  Население составляет 359 человек (на 31 декабря 2010 года). Занимает площадь 5,1 км².